# Alois Raphael Estreicher
Alois Raphael Estreicher (polnisch Alojzy Rafał Estreicher; * 21. Juni 1786 in Krakau; † 1. August 1852 ebenda) war ein polnischer Botaniker und Entomologe sowie Professor und Rektor der Universität Krakau. Seinen ursprünglichen Familiennamen Oesterreicher hat er durch die Schreibweise Estreicher polonisiert und auf diese Weise den Krakauer Familienzweig der Estreicher gegründet.

## Leben
Alois Rafaels Eltern waren der aus Iglau stammende Dominik Oesterreicher und Rosalie geb. Prakesch. Ab 1802 studierte er an der Universität Krakau, die er 1805 als Magister der Chirurgie und Geburtshilfe verließ. Anschließend war er am Lehrstuhl für Veterinärmedizin, ab 1809 an den Lehrstühlen für Botanik und Tierkunde tätig. 1807 promovierte er zum Doktor der Medizin, 1811 zum Dr. phil. Zudem war er ab 1809 Direktor des Botanischen Gartens der Universität. Nachdem er zum Professor berufen worden war, wurde er zweimal zum Dekan der Philosophischen Fakultät gewählt und amtierte 1831–1833 als Rektor der Universität. In dieser Position war er Vorsitzender der Krakauer Wissenschaftlichen Gesellschaft, deren Mitglied er seit 1815 war. 1826 wurde er zum Senator der Freien Stadt Krakau gewählt. 1843 wurde er emeritiert.
Alois Rafael Estreicher schuf eine Käfersammlung mit 31.000 Exponaten. Nach ihm wurde die Laufkäferart Carabus estreicheri benannt.
Seiner Ehe mit Antonina geb. Rozbierska (* 1798), Tochter des Lemberger Universitätsprofessors Antoni Rozbierski, entstammte u. a. der Philologe und Bibliothekar Karol Estreicher (1827–1908).